# كيم أندرسون (كرة سلة)
كيم أندرسون (بالإنجليزية: Kim Anderson)‏ مواليد 12 مايو 1955 في سيداليا، هو مدرب كرة سلة أمريكي ولاعب سابق. بدأ مسيرته الاحترافية في سنة 1977. تم اختياره من قبل فريق بورتلاند ترايل بلايزرز خلال الدرافت. يبلغ طوله 6 قدم 7 بوصة (2.0 م). اعتزل اللعب في 1982.

## روابط خارجية
- كيم أندرسون على موقع إن بي أي (الإنجليزية)
- كيم أندرسون على موقع سبورتس رفرنس (الإنجليزية)
- كيم أندرسون على موقع كلية كرة السلة في سبورتس رفرنس.كوم (الإنجليزية)
- كيم أندرسون على موقع ريلجم (الإنجليزية)
- كيم أندرسون على موقع بروبوليرز (الإنجليزية)
- كيم أندرسون على موقع كلية كرة السلة في سبورتس رفرنس.كوم (الإنجليزية)